# Nebenstrasse
Nebenstrassen sind in der Schweiz und in Liechtenstein alle Strassen, deren Beginn nicht besonders gekennzeichnet ist und auf denen die allgemeinen Verkehrsregeln gelten (Art. 1 Abs. 8 SSV), die besagen, dass von rechts kommende Verkehrsteilnehmer Vortritt haben.
Je nach Eigentumsverhältnis handelt es sich um kantonale, kommunale oder private Nebenstrassen. Hinsichtlich des Ausbaustandards lassen sich Nebenstrassen von Hauptstrassen nicht immer unterscheiden. Massnahmen zur Verkehrsberuhigung, wie etwa Tempo-30-Zonen, Fussgängerzonen oder Begegnungszonen, sind nur auf nicht verkehrsorientierten Nebenstrassen zulässig (Art. 2a Abs. 5 SSV).

Beschilderung auf Nebenstrassen
Ortsbeginn auf Nebenstrassen in schwarzer Schrift auf weissem Hintergrund (Schweiz)
Ortsbeginn auf Nebenstrassen in schwarzer Schrift auf weissem Hintergrund (Liechtenstein)
Wegweiser mit Hinweis auf einen nahen Anschluss auf eine Hauptstrasse (in Blau)
Wegweiser, der auf eine Nebenstrasse hinweist